# ناوشکن کلاس آکورن
ناوشکن کلاس آکورن (به انگلیسی: Acorn-class destroyer) یک کلاس از کشتی است که طول آن ۲۴۶ فوت ۶ اینچ (۷۵٫۱۳ متر) می‌باشد.